# Villa Craven
Villa Craven, poi Villa Traversi ed oggi nota anche come Villa Maria o Villa Rae, è una delle grandiose ville nobiliari sorte nel XIX secolo sulla collina di Posillipo, a Napoli. 
Fu edificata a partire dal 1819 per volontà di Elizabeth Craven, una nobildonna inglese trasferitasi nella capitale del Regno delle Due Sicilie sin dal 1806, alla morte di suo marito, Carlo Alessandro (Margravio di Brandeburgo, Ansbach e Bayreuth, Duca di Prussia e Conte di Sayn, nipote di Federico II di Prussia), insieme a suo figlio, Keppel Richard Craven . 
Villa Craven di Seyssel d'Aix di Varese deve invece il suo nome al nipote di Elizabeth Craven: Walter Arthur Keppel Craven.
Fu lo stesso Ferdinando I, pare, a suggerire a Lady Craven (già proprietaria di un palazzo al n.6 di via Chiatamone) il sito in cui costruire la nuova villa, nel vasto appezzamento di terreno che egli le concesse, allora facente parte dei giardini di Villa Gallotti. 
Il fabbricato, la cui somiglianza con la Casa di Brandeburgo, precedente dimora della nobildonna, è evidente, è un ottimo esempio di architettura residenziale rococò e neoclassica, e fu completato solo nel 1823, prima della visita di Lady Blessington; è un simbolo dei fasti mondani della Napoli degli anni successivi alla Restaurazione. 
Il biografo di lady Blessington, Richard Robert Madden, descrive con entusiasmo, nel 1855, la "villa splendidamente situata, che regala incantevoli vedute della Baia e di Nisida". Scrive inoltre, dopo aver visitato Villa Craven: "i terreni sono mantenuti con grande cura, sotto la direzione diretta della Margravina. L'ho vista io in persona, solo pochi anni prima della sua morte, lavorare nel suo giardino". 
Il classico edificio, circondato da alberi, offre una magnifica vista sul Golfo di Napoli. Le sue colonne doriche sono modellate su quelle dei templi di Paestum, e nei suoi giardini, dolcemente declinanti verso le spiagge del litorale posillipino, è presente una grotta, utilizzata, nel XIX secolo, come stabilimento balneare. Un sentiero che si insinua fra gli alberi porta alla tomba del cane preferito della Margravina; sulla lapide sono inscritti alcuni versi della padrona in memoria della sua fedeltà. L'alloggio del portiere aveva le sembianze di un piccolo tempio.
Nel 1855, alla morte di Lady Craven, la villa, per volontà testamentaria della medesima, passò ad Adelaide e Clotilde Capece Minutolo, appartenenti ad uno dei rami dell'antichissima famiglia aristocratica napoletana dei Capece; fu poi venduta nel 1876 all'avvocato Traversi, e fu conosciuta come Villa Traversi nel periodo in cui egli vi abitò. Il successivo proprietario fu il diplomatico Antonio Tittoni. Nel 1907 la villa fu acquistata dal Commendator Roberto de Sanna, che la chiamò Villa Maria; de Sanna la vendette, nel 1924, a Charles James Rae, proprietario dei negozi Gutteridge, la cui famiglia è tuttora proprietaria della struttura